# Грейъм (остров, Британска Колумбия)

Остров Грейъм (на английски: Graham Island) е най-големият остров в архипелага Хайда Гуаи (Кралица Шарлота) край западните брегове на Канада в Тихия океан. Площта му е 6361 км2, която му отрежда 2-ро място сред островите на провинция Британска Колумбия, 22-ро място в Канада и 101-во в света. На острова живеят 3337 души (2006 г.).

## География
Островът се намира в северната част на архипелага, като на север протока Диксън-Ентранс го отделя от архипелага Александър (част от щата Аляска), на изток протока Хеката – от континенталната част на Канада, а на юг тесния (в най-тясната си част едва 50 м) проток Картрайт от втория по големина остров в архипелага Морсби. Грейъм има почти триъгълна форма, обърнат с острия си връх на юг, като дължината му от север на юг възлиза на 105 км, а максималната му ширина в северната част – 85 км.
Бреговата линия с дължина 1106 км е силно разчленена с множество заливи, фиорди и полуострови по западното крайбрежие, а северното и особено източното крайбрежие е почти праволинейно. От север, дълбоко до средата на острова се врязва залива Масет, свързан с протока Диксън-Ентранс чрез тесен канал.
Западната част на острова е планинска с максимална височина от 1127 м (връх Лаперуз) в югозападната част, а североизточната представлява обширна низина, в средата на която е залива Масет.
Климатът е умерен, морски, влажен, предпоставка за пълноводни почти през цялата година къси реки. Голяма част от острова е покрит с гъсти иглолистни гори.

## Население
Дълго преди появата на европейците островът се населява от индианските племена хайда, които сега живеят главно в две селища: Масет на северното и Скидегейт на южното крайбрежие. През 2006 г. на острова живеят 3337 души в 6 селища:
- Куийн Шарлот – 948 души (на южното крайбрежие)
- Масет – 940 души (на северното крайбрежие)
- Скидегейт – 781 души (на югоизточното крайбрежие)
- Порт Клементс – 440 души (на източния бряг на залива Масет)
- Тлел – 223 души (на източното крайбрежие)
- Джускалта – 5 души

## История
Остров Грейъм е открит през месец юли 1774 г. от испанския мореплавател Хуан Хосе Ернандес Перес, а впоследствие силно разчленените му бреговете са дооткривани и детайлно картирани и от други мореплаватели: Хуан Франсиско де ла Бодега и Куадра (1775, 1779), Джеймс Кук (1778), Жан-Франсоа Лаперуз (1786) и Джордж Ванкувър (1792-1794), който първи доказва, че големият, показван дотогава остров е съставен от два отделни острова – Грейъм на север и Морсби на юг, т.е. открива протока Картрайт.
Много по-късно, чак през 1853 г. английският капитан (впоследствие адмирал) Джеймс Чарлз Превост (1810-1891) кръщава открития от Джордж Ванкувър остров в чест на сър Джеймс Грейъм (1792-1861) първи лорд на Британското Адмиралтейство в периода 1830-1834 г.
|  | Тази страница частично или изцяло представлява превод на страницата „Грейам (остров)“ в Уикипедия на руски. Оригиналният текст, както и този превод, са защитени от Лиценза „Криейтив Комънс – Признание – Споделяне на споделеното“, а за съдържание, създадено преди юни 2009 година – от Лиценза за свободна документация на ГНУ. Прегледайте историята на редакциите на оригиналната страница, както и на преводната страница, за да видите списъка на съавторите. ВАЖНО: Този шаблон се отнася единствено до авторските права върху съдържанието на статията. Добавянето му не отменя изискването да се посочват конкретни източници на твърденията, които да бъдат благонадеждни. |